# Dicranomyia (Dicranomyia) funesta
Dicranomyia (Dicranomyia) funesta is een tweevleugelige uit de familie steltmuggen (Limoniidae). De soort komt voor in het Australaziatisch gebied.